# اللغات الهيلينية
اللغات الهيلينية تشكل مجموعة لغات تنتمي إلى مجموعة اللغات الهندية الأوروبية. انها تهدف إلى تعزيز اللغة اليونانية واللغات القريبة وراثيا. ويفترض حاليا عضوية لغة تراقيا (التراقية) والأرمنية واليونانية إلى الفريغاني.